# Freunde (Erzählung)

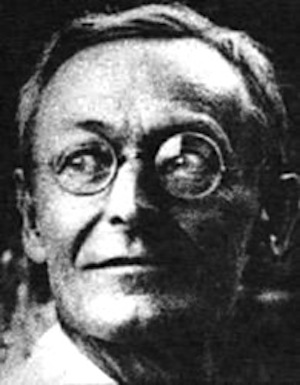
Hermann Hesse (1925)

Freunde ist eine Erzählung von Hermann Hesse aus den Jahren 1907/08.

## Handlung
Hans Calwer, Erwin Mühletal und Heinrich Wirth studieren in Heidelberg Philologie. Die drei jungen Männer suchen ihre Bestimmung. Der Bauernsohn Heinrich Wirth geht den Weg, den Buddha ging. „Unabhängigkeit von Lust und Reizen des äußeren Lebens“ ist ihm notwendige Vorbedingung für „ernstliches geistiges Leben“. Heinrich ist Vegetarier, ernährt sich von Milch, Brot und Früchten. Erwin verspottet ihn deshalb als „Kohlrabifresser“. Seine bäurische Kleidung erinnert an Tolstoi, er hat sich aufs Land zurückgezogen, ist ein Aussteiger und Einsiedler, der die heiligen Schriften der Inder studiert. Der eifersüchtige Erwin nennt ihnen einen "Sonderling", "Waldmenschen" und "schmierigen Heiligen". In Heinrich Wirth findet Calwer "einen neuen, ganz anders geliebten Freund", einen "Führer und Kameraden". Ja, es entwickelt sich geradezu eine "Jüngerschaft". Sein zurückbleibender Studienfreund Erwin tröstet sich mit einer Berlinerin, will sich mit ihr verloben und vielleicht in Leipzig Medizin studieren. Hans dagegen lebt abstinent wie sein vier Jahre älteres Vorbild Heinrich. Er will den Weg gehen, der nach Nirwana führt und mit den Namen Jesus und Buddha bezeichnet ist. Sein Ziel ist ein religiöses. Jedoch, er hält nicht durch, er kann das Opfer seiner selbst nicht bringen. Calwer vermisst seine Zigaretten, den Wein und das Klavierspiel. Heinrich Wirth muss einsehen, dass Calwer anders ist als er, "schwächer, aber auch feiner", ein Künstler, der andere Bedürfnisse als er selbst, der nichts anderes sucht, als den Tod und die Furcht zu überwinden. 
Die langjährige Freundschaft der beiden Studenten Hans und Erwin, die seit der Schulzeit hält, bröckelt arg, als Hans Calwer, angewidert vom geselligen Studentenleben, sang- und klanglos das Kommersbuch hinwirft und sich von der Verbindung trennt. Erwin will Hans nicht nachlaufen. Nach dem Eklat bangt er, Hans zu begegnen. Als sich Calwer immer mehr von Erwin abwendet, gerät dessen heile Welt vollends aus den Fugen. Erwin lernt im verrufenen Blauen Husaren abtrünnige Studenten und Fräulein Elvira, die Tochter der Wirtin, kennen. Mit der Zeit gerät er unter Elviras Gewalt. Seine Abhängigkeit gipfelt in beträchtlichen Zechschulden. Erwin kann sich vermöge seines Schwagers, eines biederen Kaufmanns, aus der Umklammerung lösen, wendet sich wieder ganz seinem Burschenkonvent zu und steigt in der Burschenherrlichkeit auf. In den Semesterferien kleidet er sich neu ein und findet zu Hause seine spätere Verlobte. Viel schwerer macht es sich Hans. Er wagt sich an Schopenhauers Philosophie heran, spielt wieder Klavier, vergisst Erwin ganz, verlässt endlich die Heidelberger Bude, quartiert sich auf dem Dorf, in Blaubachhausen, in der Nähe von Heinrich ein und führt ein enthaltsames Leben. Am Ende verlässt er die „veraltete, schlecht organisierte Schule“, nämlich die Universität. Auch von Heinrich Wirth trennt er sich – äußerlich – und bleibt ihm doch im Herzen als seinem Freund und Bruder verbunden.

## Autobiographischer Hintergrund
In der Erzählung verarbeitet Hesse seine Erfahrungen mit dem Naturpropheten, Wanderer und Einsiedler Gustav Gräser und seine innere Trennung von Ludwig Finckh. Im Frühjahr 1917 hatte er in Gräsers Felsgrotte im Wald von Arcegno bei Ascona einige Tage oder Wochen in Gemeinschaft mit seinem Freund verbracht. "Blaubachhausen", der Wohnort von Heinrich Wirth, ist also als "Ascona" zu lesen. Die Exerzitien in freier Natur, die Hesse damals auf sich nahm, hat er später in den Notizen eines Naturmenschen geschildert. Hesse versuchte die Lebensweise Gusto Gräsers zu übernehmen, scheiterte aber an diesem Versuch und zog sich ins bürgerliche Leben zurück. Der Spott seines Gaienhofener Freundes und Kollegen Ludwig Finckh, der ihn einen „Kohlrabiapostel“ nannte, führte zu einer wachsenden Entfremdung. Trotz zeitweiliger Abwendung erhielt sich dagegen Hesses Verehrung für Gusto Gräser über die Jahre hinweg. In seiner Lebenskrise von 1916 fand er zu seinem „Freund und Führer“, zu Gusto Gräser, zurück. Die Erzählung bezeugt auch, dass Hesse von Gräser-Wirth in die Weisheit des Ostens eingeführt wurde. Wie Jesus oder Buddha zu werden und den Frieden des Nirvana zu finden, galt den beiden Freunden damals als Ziel und Ideal.

## Buchausgaben
Die Erzählung wurde erstmals in der Zeitschrift Velhagen & Klasings Monatshefte Jg. 23, 3. Band (1909), S. 49–83, veröffentlicht. Im Januar 1949 erschien sie als Fortsetzungsgeschichte in der Neuen Zürcher Zeitung (NZZ). 1957 wurde eine bibliophile Ausgabe zum 80. Geburtstag Hesses gedruckt, in einer Auflage von 750 nummerierten Exemplaren. 1965 wurde sie von Ninon Hesse in den Sammelband Prosa aus dem Nachlass aufgenommen. Erst 1986 kam eine Einzelausgabe als Taschenbuch im Suhrkamp Verlag auf den Markt.
- Freunde. Eine Erzählung. Zürich 1949 (Separatabdruck aus der NZZ).
- Freunde. Erzählung. Vereinigung Oltner Bücherfreunde, Olten 1957.
- Freunde. Erzählung. Suhrkamp, Frankfurt am Main 1986, ISBN 3-518-37784-1 (st 1284).